# Pete’s Dragon
Pete’s Dragon – amerykański film przygodowy z 1977 roku. Połączenie filmu animowanego z techniką live-action.

## Obsada
- Helen Reddy - Nora
- Jim Dale - Dr Terminus
- Mickey Rooney - Lampie
- Red Buttons - Hoagy
- Shelley Winters - Lena Gogan
- Sean Marshall - Pete
- Jane Kean - Pani Taylor
- Jim Backus - Burmistrz
- Charles Tyner - Merle
- Gary Morgan - Grover
- Jeff Conaway - Willie
- Cal Bartlett - Paul
- Charlie Callas - Elliott (głos)

i inni

## Nagrody i nominacje
Oscary za rok 1977
- Najlepsza adaptacja muzyki - Al Kasha, Joel Hirschhorn, Irwin Kostal (nominacja)
- Najlepsza piosenka - Candle on the Water - muz. i sł. Al Kasha, Joel Hirschhorn (nominacja)

Złote Globy 1977
- Najlepsza muzyka - Al Kasha, Joel Hirschhorn (nominacja)

Nagrody Saturn 1977
- Najlepszy film fantasy (nominacja)
- Najlepsze kostiumy (nominacja)
- Najlepsze efekty specjalne (nominacja)
- Najlepszy aktor drugoplanowy - Red Buttons (nominacja)